# Андреев, Тимофей
Тимофей Андреев (Серебренников; 1745, Романов – 4 февраля 1808, Выговская пустынь) — старообрядческий наставник и писатель, живший в Выгорецкой обители.

## Биография
Сведения о Тимофее Андрееве в основном берутся из сочинений известного историка старообрядчества Павла Любопытного. Известно, что Тимофей Андреев был беспоповским старообрядческим писателем, который проживал в Выгорецкой обители, где и проводил свою письменную деятельность. Тимофей затрагивал одни из самых важных вопросов, которые подымались в старообрядческой среде, а именно: о антихристе, священстве, браке и др.
4 февраля 1808 года Тимофей Андреев умер в той же Выгорецкой обители.

## Труды
Тимофею Андрееву принадлежит книга «Стоглав», в которой излагаются основы старообрядческого учения. Павел Любопытный так описывает эту книгу: «занимательная, силою благочестия и убеждением озаренная книга, именуемая Стоглав, по содержанию числа оных, объясняющая все начала веры и благочестия настоящего положения старообрядческих церквей».
Также Тимофею Андрееву приписывают книгу «Щит веры» или иначе «Ответы древняго благочестия любителей на вопросы придержащихся новодогматствующаго иерейства». Данная книга состоит из вопросов поповца и ответов на них беспоповца. Это сочинение легло в основу для написания других беспоповских книг полемического характера.